# فرانسوا كزافييه ديميسو
فرانسوا كزافييه ديميسو (بالفرنسية: François-Xavier Demaison)‏ هو كوميدي ارتجالي وممثل فرنسي، ولد في 22 سبتمبر 1973 بأنيار سور سين في فرنسا.

## وصلات خارجية
- فرانسوا كزافييه ديميسو على موقع IMDb (الإنجليزية)
- فرانسوا كزافييه ديميسو على موقع ألو سيني (الفرنسية)
- فرانسوا كزافييه ديميسو على موقع ميوزك برينز (الإنجليزية)
- فرانسوا كزافييه ديميسو على موقع أول موفي (الإنجليزية)
- فرانسوا كزافييه ديميسو على موقع قاعدة بيانات الأفلام السويدية (السويدية)
- فرانسوا كزافييه ديميسو على موقع قاعدة بيانات الفيلم (الإنجليزية)
- فرانسوا كزافييه ديميسو على موقع كينوبويسك (الروسية)